# Sherlyn Chopra
Sherlyn Chopra (anciennement connue sous le nom de : Mona Chopra) est un mannequin, une chanteuse et actrice indienne née le 11 février 1984 à Hyderabad dans l'Andhra, elle est devenue le premier modèle indien à poser nue sur la page de garde du magazine Playboy. En novembre 2012, elle apparait sur la page de couverture du magazine Playboy,,,. Elle est présentée comme la « Déesse de Bollywood » par ce même magazine.

## Biographie
Sherlyn Chopra est née d'un père chrétien, George Chopra Amitabh et d'une mère musulmane, Aamir Susan. Elle a un frère, Amitabh Chopra, un ingénieur en informatique travaillant à Auckland en Nouvelle-Zélande et une sœur, Sharon Aamir, qui travaille comme DJ.
Elle a fréquenté le Stanley Girls High School et le Collège Saint Ann pour femme. C'est pendant ses études collégiales qu'elle a gagné le concours de Miss Andhra.
Elle était bien notée à l'école, mais à peu à peu perdu l'intérêt pour ses études. Elle a tourné son attention vers les films.

### La modélisation nue à PlayBoy
Le 12 janvier 2012, elle publie sa première photo d'elle nue sur Twitter, qui a ensuite été supprimée.
En novembre 2012, elle déclare qu'elle apparaîtra dans Playboy, faisant d'elle la première femme indienne à être sur la couverture du magazine pour hommes,.

### Carrière au cinéma
Sherlyn commence sa carrière principalement dans des films bollywoodiens.
Elle est apparue dans des films tels que Le temps passe et Red Swastik. Elle est apparue dans le film telugu
Sherlyn était le second invité sur l'émission Bigg Boss (Saison 3). Elle a été expulsée de l'émission le 27e Jour.
Elle a également été co présentatrice à Filmfare Awards.

## Filmographie

### Actrice

#### Cinéma
- 2002 : Beeper : Indian Nanny (en tant que Mona Chopra)
- 2002 : Vendi Mobulu
- 2005 : A Film by Aravind
- 2005 : Dosti: Friends Forever : Leena (en tant que Mona Chopra)
- 2005 : Time Pass : Jenny (en tant que Mona Chopra)
- 2006 : Jawani Diwani: A Youthful Joyride : Mona (en tant que Mona Chopra)
- 2006 : Naughty Boy : Sonia (en tant que Mona Chopra)
- 2007 : Game : Tina (en tant que Mona Chopra)
- 2007 : Raqeeb : Dancer in song
- 2007 : Red Swastik : Anamika (en tant que Menaka Chopra)
- 2009 : Dil Bole Hadippa! : Soniya Saluja
- 2013 : Kamasutra 3D
- 2016 : Wajah Tum Ho : Invitée Appearance

#### Courts-métrages
- 2009 : Dard-E-Sherlyn
- 2017 : Maya: by Sherlyn Chopra

### Réalisatrice

#### Courts-métrages
- 2017 : Maya: by Sherlyn Chopra

### Productrice

#### Courts-métrages
- 2017 : Maya: by Sherlyn Chopra

### Scénariste

#### Courts-métrages
- 2017 : Maya: by Sherlyn Chopra